# Мессажай
Мессажай — село в Туапсинском районе Краснодарского края. Входит в состав Вельяминовского сельского поселения.

## Этимология
Название происходит от адыгейского мэз сажай — «кизиловый лес».

## География
Село расположено в бассейне Туапсинки, на расстоянии 7-8 км к северо-востоку от города Туапсе, административного центра района.

## Население
| 1999 | 2002  | 2010  |
| ---- | ----- | ----- |
| 1208 | ↗1210 | ↗1437 |

## Улицы
| - ул. Гагарина, - ул. Горная, - ул. Заречная, - ул. Зелёная, - пер. Лесной, | - ул. Майкопская, - ул. Новая, - ул. Подгорная, - ул. Северная, - ул. Шаумяна. |